# Elecciones generales de Austria de 1995
Las elecciones generales de Austria del 1995 dieron la mayoría al Partido Socialdemócrata.

## Ideologías

### Conservadurismo
El representante de esta ideología es el ÖVP, este partido subió 0,5 puntos, pero aun así obtuvo su tercer peor resultado en la historia.

### Socialdemocracia
Fue la ganadora de las elecciones y mantuvo una ventaja de 9,8 puntos.

### Nacionalismo
El Partido de la Libertad de Austria perdió votos y escaños, aunque se mantuvo por encima del 20% (que hasta esa fecha, solamente se produjo en las elecciones de 1994). Hay que tener en cuenta que la franja de votos de esta formación se encuentra entre el 5% y el 12%.

### Ecologismo
El partido que representa este movimiento, Los Verdes, perdió votos y escaños y bajó del 5%, siendo superado de nuevo por los liberales.

### Liberalismo
El Foro Liberal es el representante de esta ideología en Austria perdió medio punto porcentual y un escaño, además esta fueron las últimas elecciones en las que obtuvo representación parlamentaria.

## Resultados
| Partido | Partido                                  | %    | Cambio | Escaños | Cambio |
|         | Partido Socialdemócrata de Austria (SPÖ) | 38,1 | +3,2   | 71      | +6     |
|         | Partido Popular de Austria (ÖVP)         | 28,3 | +0,5   | 53      | +1     |
|         | Partido de la Libertad de Austria (FPÖ)  | 21,9 | -0,6   | 40      | -2     |
|         | Foro Liberal (LIF)                       | 5,5  | -0,5   | 10      | -1     |
|         | Los Verdes (GRÜNE)                       | 4,8  | -2,5   | 9       | -4     |

- Datos: Q694918
- Multimedia: 1995 Austrian general election / Q694918